# (1870) Glaukos
(1870) Glaukos – planetoida z grupy trojańczyków okrążająca Słońce w ciągu 12,02 lat w średniej odległości 5,25 j.a. Odkryli ją Cornelis van Houten i jego żona Ingrid van Houten-Groeneveld 24 marca 1971 roku na płytach fotograficznych wykonanych przez Toma Gehrelsa w Obserwatorium Palomar. Glaukos, król Licji, był sprzymierzeńcem Troi w wojnie trojańskiej.